# Pisadinha
La pisadinha (ou poseiro) est un genre musical brésilien ayant émergé dans l'État de Bahia,.

## Histoire
Le style musical émerge dans la ville de Monte Santo dans les années 2000. La pisadinha se caractérise par la simplicité de la combinaison du clavier électronique et de la voix, jouée sur des paredões (grandes structures sonores).
Le premier artiste à se fait connaître au niveau national avec la pisadinha est le chanteur Gusttavo Lima en 2013. Deux ans plus tard, un mème Internet connu sous le nom de « Human Guitar » est à l'origine de l'expansion du genre. En 2019, le genre prend de l'ampleur en raison de la production élevée et de la popularité des chansons du genre, dues à la facilité de production et à la nostalgie provoquée par les éléments électroniques du style ; bientôt, le style attire l'attention d'artistes connus tels que Wesley Safadão et Xand Avião. Safadão soutient la diffusion de la pisadinha en incluant certaines chansons du rythme dans ses spectacles.

## Piseiro
Le piseiro émerge dans les années 2010 et présente des traces de pisadinha, avec une chorégraphie marquée par des pas traînants et des mains placées près du corps. Cette dérivation du forró traditionnel a un rythme plus rapide et propose une danse en solo. Le nom « piseiro » dérive de la désignation du lieu où la pisadinha est dansée. Parmi les noms considérés comme responsables du succès du piseiro figurent Os Barões da Pisadinha et Vitor Fernandes,. Né à Petrolina, Vitor Fernandes commence sa carrière professionnelle en mars 2019, et quelques mois plus tard, il donne 20 concerts par mois. La chanson Acaso, sortie en 2020, mène au succès du chanteur un an plus tard.
L'un des succès du piseiro est Tá Rocheda, de Barões da Pisadinha, une chanson sortie en 2018. Le footballeur Neymar publie une vidéo dansant sur la chanson, ce qui en fait un succès. En septembre 2020, elle figurait encore sur la liste des chansons les plus jouées sur Spotify. Le groupe, originaire de Bahia comme son style musical, rend la pisadinha célèbre dans tout le Brésil. 